# دان واشبورن
دان واشبورن (بالإنجليزية: Dan Washburn)‏ هو كاتب سيناريو أمريكي، ولد في 31 أكتوبر 1973 في دانفيل في الولايات المتحدة.